# La Princesse de Chicago : Dans la peau d'une reine
Série La Princesse de Chicago
La Princesse de Chicago
(2018) En quête de l'étoile
(2021)
Pour plus de détails, voir Fiche technique et Distribution.
La Princesse de Chicago : Dans la peau d'une reine (The Princess Switch: Switched Again) est un film de Noël comique et romantique américain réalisé par Mike Rohl. Il s'agit du deuxième volet de la trilogie La Princesse de Chicago, il met en vedette Vanessa Hudgens, Sam Palladio, Suanne Braun et Nick Sagar,. Le film est sorti le 19 novembre 2020 sur Netflix.

## Synopsis
Quand Margaret s'apprête à monter sur le trône, mais traverse une mauvaise passe avec Kevin, Stacy lui vient en aide avant qu'un nouveau sosie ne compromette leur plan.

## Distribution
- Vanessa Hudgens (VF : Adeline Chetail) : Margaret Delacourt / Stacy Denovo / Fiona Pembroke
- Sam Palladio (VF : Stanislas Forlani) : prince Edward
- Nick Sagar (VF : Thibault Belfodil) : Kevin Richards
- Mark Fleischmann (VF : Jean Marco Montalto) : Frank De Luca
- Suanne Braun (VF : Annie Le Youdec) : Mme Donatelli
- Mia Lloyd (VF : Cerise Calixte) : Olivia Richards
- Florence Hall (VF : Diane Kristanek) : Mindy
- Ricky Norwood (VF : Jean-Rémi Tichit) : Reggie
- Lachlan Nieboer (VF : Guillaume Pevée) : Antonio